# 樊人傑
樊人杰（18世纪？—1802年），清代中期白莲教起义领袖，湖北襄阳人。
嘉庆元年（1796年）樊人杰与王聪儿、姚之富等在襄阳黄龙垱反清起事。不久作为襄阳黄号首领，因为他在白莲教内辈分最大，为大家所敬重。王聪儿、姚之富遇难后，与王光祖率余部和四川义军徐天德、冷天禄等部会合，在四川各地转战。嘉庆六年（1801年），徐天德死后，樊人杰率部返湖北与赵聪观会合。次年，在竹山平口河与清将德楞泰交战，兵败，溺水而死。